# Twin Freaks
Twin Freaks ist das erste Remixalbum von Paul McCartney, es enthält neu abgemischte Lieder. Gleichzeitig ist es einschließlich der Wings-Alben, der Fireman-Alben, der klassischen Alben, der Livealben und der Kompilationsalben das 37. Album von Paul McCartney nach der Trennung der Beatles. Es wurde am 13. Juni 2005 in Großbritannien veröffentlicht.

## Entstehung
Während der „Summer Tour“ von Paul McCartney, die vom 25. Mai bis zum 26. Juni 2004 stattfand, wurde zu Beginn der Konzerte ein 25-minütiges Band mit neuen Remixen von Paul-McCartney-Liedern gespielt. Die Abmischungen stammten von Roy Kerr alias The Freelance Hellraiser, dessen Spezialität es war, verschiedene Lieder rhythmisch zu einer Struktur zusammenzufügen. Paul McCartney war von den Abmischungen so beeindruckt, dass er Roy Kerr den Auftrag gab, zwölf Remixe anzufertigen, die im Wesentlichen sogenannte Dance-Remixe sind. Das fertige Produkt wurde unter dem Pseudonym Twin Freaks als Doppel-Vinyl-Langspielplatte veröffentlicht. Eine offizielle CD-Veröffentlichung erfolgte nicht.
Für Werbezwecke wurden CDs hergestellt, eine enthielt das gesamte Album, eine Promotion-Sampler-CD enthielt folgende fünf Lieder: Temporary Secretary / What’s That You’re Doing? / Mumbo / Darkroom / Live and Let Die. Aufgrund der Benutzung eines Pseudonyms, ähnlich wie bei The Fireman, war einem größeren Publikum nicht bekannt, dass es sich bei Twin Freaks um ein Album von Paul McCartney handelt, sodass es kommerziell nicht erfolgreich war.
McCartney kündigte das Album wie folgt an: "Diejenigen von euch, die bei der Europa-Tour dabei waren, werden unseren DJ Freelance Hellraiser gehört haben, wie er einige Mixe "gekocht" hat, bevor wir anfingen, und die Leute haben sich seitdem nach diesen Mixen erkundigt. Nun, die gute Nachricht ist, dass er ein Album namens "Twin Freaks" zusammengestellt hat, das Fragmente aus meinen ursprünglichen Multi-Tracks verwendet."

## Covergestaltung
Das Cover zeigt ein von Paul McCartney gemaltes Bild.

## Titelliste
Seite 1
1. Really Love You (Paul McCartney/Richard Starkey) – 5:42
2. Long Haired Lady (Reprise) (Paul McCartney/Linda McCartney) – 4:50
3. Rinse the Raindrops (Paul McCartney) – 3:14

Seite 2
1. Darkroom (Paul McCartney) – 2:30
2. Live and Let Die (Paul McCartney/Linda McCartney) – 3:26
3. Temporary Secretary (Paul McCartney) – 4:12

Seite 3
1. What’s That You’re Doing (Stevie Wonder/Paul McCartney) – 4:57
2. Oh Woman, Oh Why (Paul McCartney) – 4:19
3. Mumbo (Paul McCartney/Linda McCartney) – 5:24

Seite 4
1. Lalula (Paul McCartney) – 4:25
2. Coming Up (Paul McCartney) – 4:42
3. Maybe I’m Amazed (Paul McCartney) – 6:12

## Single-Auskopplungen

### Really Love You
Am 6. Juni 2005 wurde in Großbritannien die 12″-Vinyl-Single Really Love You / Lalula in einer limitierten Auflage von 2000 Exemplaren veröffentlicht. Eine CD-Version der Single erschien als Promotion-Single.

### Rinse The Raindrops
In Großbritannien wurde noch die Promotion-12″-Vinyl-Single Rinse The Raindrops / What's That You're Doing hergestellt.

## Chartplatzierungen
Weder das Album noch die Singleauskopplungen konnten sich in der Hitparade platzieren.

## Wiederveröffentlichungen
Das Album wurde bisher nicht neu remastert, es wurde aber ab dem 24. April 2012 als Download zur Verfügung gestellt.